# Tsuchimikado
L'empereur Tsuchimikado (土御門天皇, Tsuchimikado Tennō, 4 décembre 1195 ou 3 janvier 1196 – 6 novembre 1231) est le 83e Empereur du Japon, selon l'ordre traditionnel de la succession. Son règne s'étend de 1198 à 1210.

## Généalogie
Avant son avènement au trône du chrysanthème, son nom personnel (son iminia) était Tamehito-shinnō (為仁親王).
Tamehito était le fils aîné de l'empereur Go-Toba.
Sa mère Minamoto no Zaishi (aussi connue sous le nom Minamoto-no Ariko) était une fille du moine Noen adoptée par le nadaijin Minamoto no Michichika (源通親)).
Il eut plusieurs enfants de Minamoto no Tsushi, fille de Minamoto no Michimune, lui-même fils de Minamoto no Michichika.
- première fille : Princesse Kakushi (Haruko) (1213-1285), titrée Ogimachi In en 1243
- seconde fille : Princesse Gishi (1214-1262), titrée impératrice (kōgō) en 1242 ; titrée Sinkamon In en 1251
- troisième fils : Prince Jinsuke (né en 1215), moine bouddhiste
- quatrième fils : Prince Sonjo (1216-1290), abbé de la secte Tendai
- sixième fils : Prince Kunihito (1220-1272), futur empereur Go-Saga
- sixième fille : Princesse Hideko

## Biographie
Tamehito naît le 12e mois de la 6e année du nengō Kenkyū (1196). Il est nommé Prince héritier (Kōtaishi ou Tōgū) le 1er mois de la 9e année (1198). Il est proclamé empereur le 3e mois, à l'âge de 4 ans. Le Konoe-no kampaku Fujiwara-no Michichika est sesshō ou régent.
En 1198, le shogun Minamoto no Yoritomo force son père Go-Toba à abdiquer en sa faveur. Tsuchimikado monte alors sur le trône, et son père devient empereur retiré, mais dans les faits, le vrai pouvoir est exercé par Yoritomo, puis à la mort de celui-ci, par le shikken Tokimasa Hōjō. En 1210, Go-Toba force Tsuchimikado à abdiquer en faveur de son frère Juntoku. En 1221, après la révolte de Jōkyū, Tsuchimikado est banni dans la province de Tosa puis dans la province d'Awa.

## Les événements de la vie de Tsuchimikado-tennō
Tamehito était héritier, et il est devenu l'empereur après que son père ait abdiqué en 1198. Il a régné du 18 février 1198 au 12 décembre 1210.

### L'ère Kenkyū
- Ère Kenkyū gannen ou Kenkyū 1 (1190) :
- Kenkyū 6, le 12e mois (1196) : Tsuchimikado naît[4].
- Kenkyū 9, le 11e jour du 1er mois (1198) : Tsuchimikado est nommé héritier (Tōgū ou Taïsi)[4].
- Kenkyū 9, le 3e mois (1198) : Tuschimikado est proclamé empereur à l'âge de 4 ans[4].
- Kenkyū 9, le 10e mois (1198) : Le chūnagon Fujiwara-no Yoshiyasu, gouverneur de Heian-kyo meurt à l'âge de 52 ans[4].
- Kenkyū 9, le 11e mois (1198) : Le udaijin Fujiwara no Kanemasa est nommé sadaijin ; et le dainagon Fujiwara no Yorisane est nommé udaijin[5].
- Kenkyū 9, le 12e mois (1198) : "Ina ghe-no sanbrô Sighe nari", daimyo de la province de Sagami, fait construire un pont sur la rivière Sagami, en l'honneur de son épouse défunte, fille de "Fôsio toki masa", et sœur aînée de la femme de Yoritomo. L'ouvrage étant achevé, Yoritomo va visiter ce pont. À son retour, il tombe de cheval ; cette chute lui occasionne une maladie. Selon l'opinion vulgaire, les âmes courroucées de Yoshitsune et de Yukiye lui avaient suscité ce malheur. On disait aussi que celle de l'ancien empereur Antoku lui était apparue au cap "Ina our ga saki" ; mais ce récit est considéré comme un fable[6].

### L'ère Shōji
- Ère Shōji gannen ou Shōji 1 (1199) :
- Shōji 1, le 12e mois (1999) : O Yama-no tomo masa est nommé daimyo de Harima, et gouverneur de Miyako[7].

### L'ère Kennin
- Ère Kennin gannen ou Kennin 1 (1201) :

### L'ère Genkyū
- Ère Genkyū gannen ou Genkyū 1 (1204) :

### L'ère Ken'ei
- Ère Ken'ei gannen ou Ken'ei 1 (1206) :

### L'ère Jōgen
- Ère Jōgen gannen ou Jōgen 1 (1207) :

## Les ères du règne de Tsuchimikado-tennō
- Ère Kenkyū (建久), 1190-1199
- Ère Shōji (正治), 1199-1201
- Ère Kennin (建仁), 1201-1204
- Ère Genkyū (元久), 1204-1206
- Ère Ken'ei (建永), 1206-1207
- Ère Jōgen (承元), 1207-1211